# Kyle Christener
Kyle Christener (stand in) var en stand in for Dave Farrell i Linkin Park i 1999. Man kan se ham i mange af musikvideoerne til Linkin Park's album Hybrid Theory. Han blev erstattet af Scott Koziol og Ian Hornbeck.